# 克利通諾河

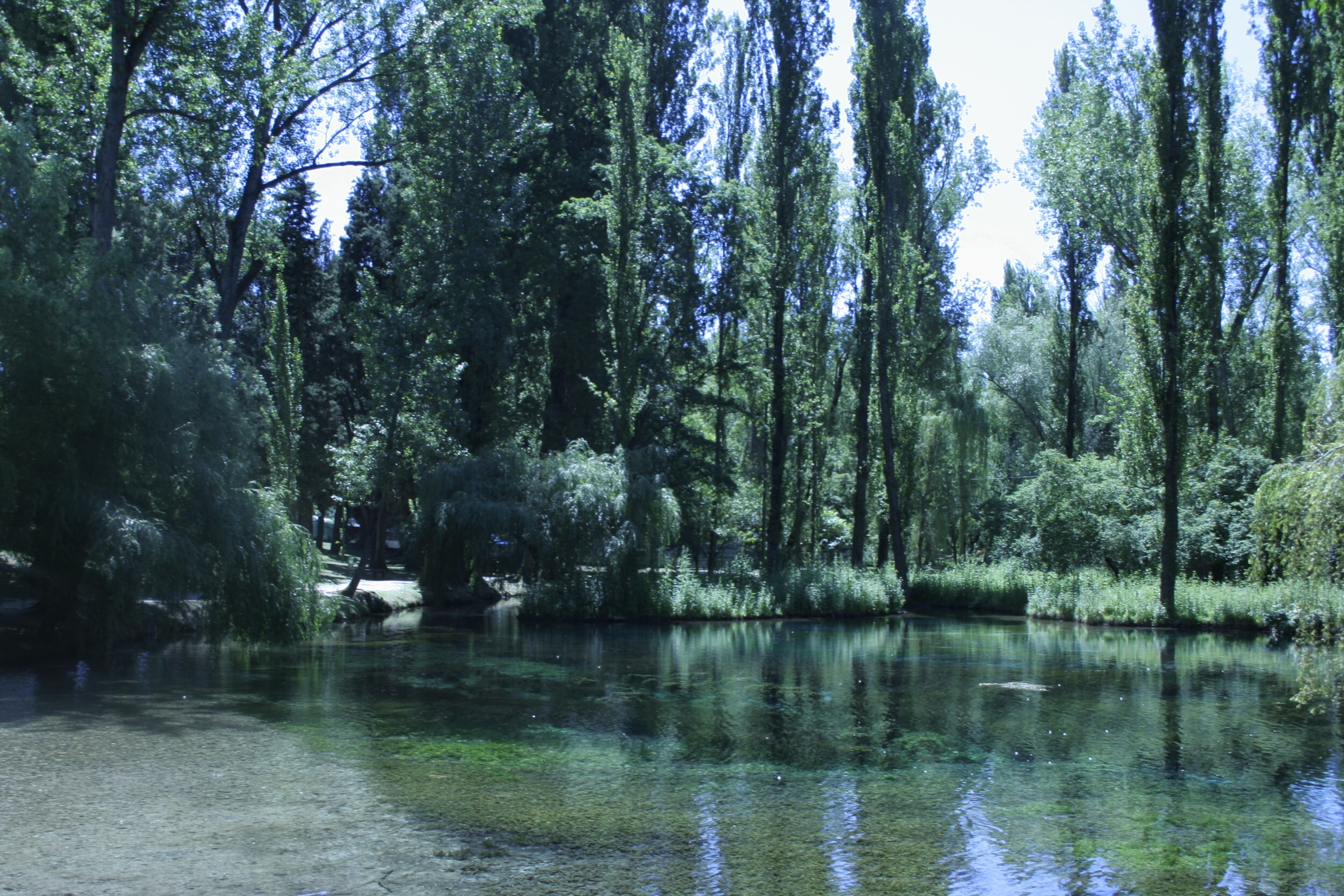

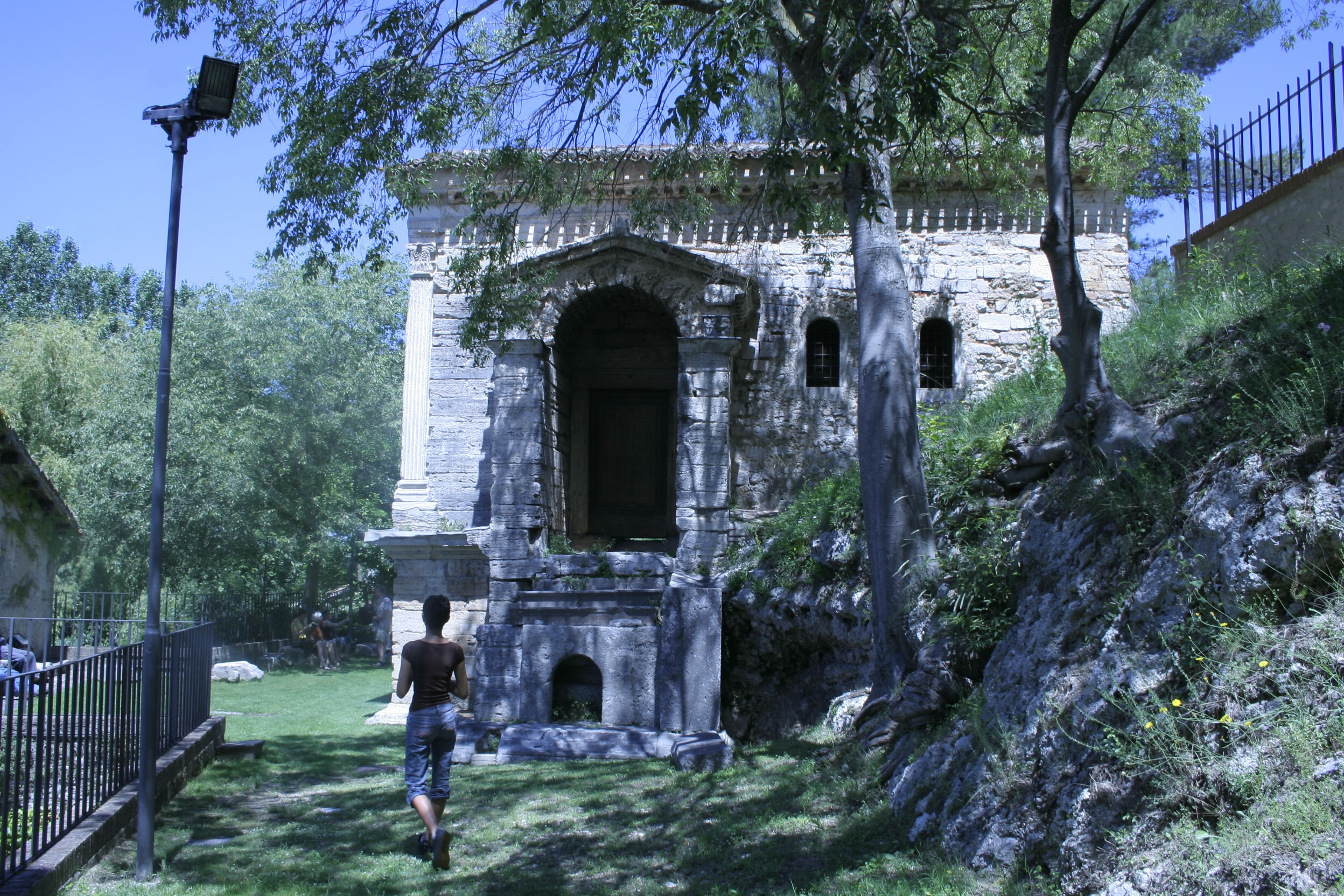

克利通諾河是意大利的河流，位於翁布利亞大區，屬於托皮諾河的支流，河道全長60公里，發源自克利通諾河畔坎佩洛，最終注入坎納拉。